# Comuna Jilavele, Ialomița
Jilavele este o comună în județul Ialomița, Muntenia, România, formată din satele Jilavele (reședința) și Slătioarele.

## Așezare
Comuna se află în partea nord-vestică a județului, la limita cu județele Prahova și Buzău, pe malurile bălților formate de râul Sărata. Este străbătută de șoseaua națională DN1D, care leagă Urziceniul de Ploiești. La Jilavele, din această șosea se ramifică șoseaua județeană DJ101, care duce spre vest la Adâncata, Dridu, Fierbinți-Târg, apoi în județul Ilfov la Grădiștea, Moara Vlăsiei, Balotești (unde se intersectează cu DN1), Corbeanca și Buftea (unde se termină în DN1A).
Prin comună trece calea ferată Ploiești-Urziceni, pe care este deservită de stația Ialomița.

## Demografie
Componența etnică a comunei Jilavele
     Români (92,61%)
     Romi (1,12%)
     Alte etnii (0,07%)
     Necunoscută (6,21%)
Componența confesională a comunei Jilavele
     Ortodocși (92,97%)
     Alte religii (0,59%)
     Necunoscută (6,44%)
Conform recensământului efectuat în 2021, populația comunei Jilavele se ridică la 3.045 de locuitori, în scădere față de recensământul anterior din 2011, când fuseseră înregistrați 3.538 de locuitori. Majoritatea locuitorilor sunt români (92,61%), cu o minoritate de romi (1,12%), iar pentru 6,21% nu se cunoaște apartenența etnică. Din punct de vedere confesional, majoritatea locuitorilor sunt ortodocși (92,97%), iar pentru 6,44% nu se cunoaște apartenența confesională.

## Politică și administrație
Comuna Jilavele este administrată de un primar și un consiliu local compus din 13 consilieri. Primarul, Marius-Bogdan Brutaru[*], de la Partidul Social Democrat, este în funcție din 1 noiembrie 2024. Începând cu alegerile locale din 2024, consiliul local are următoarea componență pe partide politice:
|  | Partid                    | Consilieri | Componența Consiliului | Componența Consiliului | Componența Consiliului | Componența Consiliului | Componența Consiliului | Componența Consiliului | Componența Consiliului | Componența Consiliului |
|  | ------------------------- | ---------- | ---------------------- | ---------------------- | ---------------------- | ---------------------- | ---------------------- | ---------------------- | ---------------------- | ---------------------- |
|  | Partidul Social Democrat  | 8          |                        |                        |                        |                        |                        |                        |                        |                        |
|  | Partidul Național Liberal | 5          |                        |                        |                        |                        |                        |                        |                        |                        |

## Istorie
La sfârșitul secolului al XIX-lea, comuna făcea parte din plasa Câmpul a județului Ialomița și avea aceeași componență ca și astăzi, populația fiind de 2694 locuitori. În comună funcționau două biserici și două școli — una de băieți și una de fete, având în total 63 de elevi. În 1925, Anuarul Socec o consemnează în plasa Urziceni a aceluiași județ, având 3039 de locuitori.
În 1950, comuna a trecut în administrarea raionului Urziceni din regiunea Ialomița, apoi (după 1952) din regiunea Ploiești și (după 1956) din regiunea București. În 1968, ea a fost transferată la județul Ilfov. În 1981, o reorganizare administrativă regională a dus la transferarea comunei înapoi la județul Ialomița.

## Monumente istorice
În comuna Jilavele se află patru monumente istorice de interes național. Trei sunt monumente de arhitectură — pivnița conacului Bâzu Cantacuzino (secolul al XVIII-lea) din Jilavele, biserica „Sfinții Trei Ierarhi” din Slătioarele (1820), și biserica „Sfântul Ioan Botezătorul” din Jilavele (ridicată în 1697, apoi refăcută în 1844 și 1915). Aceasta din urmă are în curtea ei trei cruci de piatră din secolele al XVIII-lea–al XIX-lea, care constituie al patrulea monument istoric de interes național, clasificat ca monument memorial sau funerar.
În rest, în comună se mai află două obiective incluse în lista monumentelor istorice din județul Ialomița ca monumente de interes local, ambele clasificate ca monumente de arhitectură — curtea Bâzu Cantacuzino (mijlocul secolului al XIX-lea), cu conacul și anexele; și crama fostului conac Herescu, ambele aflate lângă balta Jilavele, în satul Jilavele.

## Personalități
- Iosif Damaschin⁠(d) (n. 1963), fotbalist;
- Adrian Costea (n. 1987), senator AUR.